# Костырка (Высокопольская поселковая община)
Костырка (укр. Костирка) — село в Высокопольской поселковой общине Бериславского района Херсонской области Украины.
Почтовый индекс — 74042. Телефонный код — 5535.

## Население
Население по переписи 2001 года составляло 139 человек.

### Языковой состав
Родной язык населения по данным переписи 2001 года:
| Язык        | Численность, чел. | Доля     |
| ----------- | ----------------- | -------- |
| Украинский  | 125               | 89,93 %  |
| Русский     | 8                 | 5,75 %   |
| Белорусский | 3                 | 2,16 %   |
| Молдавский  | 3                 | 2,16 %   |
| Итого       | 139               | 100,00 % |